# Konstpaviljongen i Zagreb
Konstpaviljongen i Zagreb (kroatiska: Umjetnički paviljon u Zagrebu) är ett konstmuseum i Zagreb, Kroatien. Konstmuseet ligger i Nedre staden och invigdes 1898. Det är det äldsta konstgalleriet i sydöstra Europa och det enda specialbyggda galleriet i Zagreb som uppförts speciellt för att rymma storskaliga utställningar.
Konstmuseet har ett visningsområde på totalt 600 m2. Det har inga permanenta utställningar utan visar alster från enskilda konstnärer eller grupper, både inhemska och utländska.  

## Historia
Idén till att skapa en ny konsthall framlades våren 1895 av den kroatiska målaren Vlaho Bukovac som vid tiden var en av de mer framstående personerna i Zagrebs kulturella och konstnärliga liv. I maj 1896 skulle Milleniumutställningen hållas i Budapest. Ungern firade ettusen år som stadsbildning och konstnärer från kungariket Kroatien-Slavonien inbjöds att närvara. På Bukovacs initiativ beslöt de kroatiska konstnärerna att presentera sina verk i en för utställningen specialbyggd paviljong. Paviljongen uppfördes på ett prefabricerat järnskelett så att den efter utställningen lätt skulle kunna transporteras tillbaka till Zagreb. Paviljongen uppfördes av firman Danubius enligt ritningar av de ungerska arkitekterna Floris Korb och Kálmán Giergl.
Efter utställningen transporterades paviljongens skelett till Zagreb och den österrikiska arkitektbyrån Fellner & Helmer (som vid tidpunkten var aktiva i Zagreb och tidigare hade ritat Kroatiska nationalteatern) anlitades för att rita en ny version av byggnaden baserad på paviljongens järnskelett. Den lokala arkitektfirman Hönigsberg & Deutsch fick därefter uppdraget att uppföra den nya konstruktionen. Byggnadsarbetena pågick 1897-1898 och den nya konsthallen invigdes den 15 december 1898 med en stor utställning kallad Kroatiska salongen (Hrvatski salon). Utställningen blev mycket populär och fick omkring 10 000 besökare i ett Zagreb som vid tiden hade ett invånarantal på omkring 60 000.